# Cytoscape
Cytoscape est un logiciel libre utilisé en bioinformatique pour la visualisation de réseaux d'interaction moléculaire. Plus généralement, il permet l'analyse et la visualisation des réseaux complexes.